# Obsjtina Vratsa
Obsjtina Vratsa (bulgariska: Община Враца) är en kommun i Bulgarien. Den ligger i regionen Vratsa, i den nordvästra delen av landet, 70 km norr om huvudstaden Sofia.
Obsjtina Vratsa delas in i:
- Banitsa
- Beli izvor
- Virovsko
- Vlasatitsa
- Goljamo Pesjtene
- Gorno Pesjtene
- Devene
- Zgorigrad
- Kostelevo
- Liljatje
- Mramoren
- Nefela
- Ochoden
- Pavoltje
- Tisjevitsa
- Tri kladentsi
- Tjelopek
- Tjiren
- Vărbitsa

Följande samhällen finns i Obsjtina Vratsa:
- Vratsa
- Chelopek

Omgivningarna runt Obsjtina Vratsa är en mosaik av jordbruksmark och naturlig växtlighet. Runt Obsjtina Vratsa är det ganska tätbefolkat, med 108 invånare per kvadratkilometer.